# Caulerpa prolifera
Caulerpa prolifera u oreja de liebre  es una especie de alga verde,  un alga de la familia Caulerpaceae. Es la especie tipo  del género Caulerpa, siendo su ubicación tipo Alejandría, Egipto. Crece rápidamente y forma una masa densa de vegetación en arenales superficiales o poco profundos del mar.
Una planta de C. prolifera consiste en un número de hojas o láminas (laminae) unidas por estolones subterráneos que se fijan al sustrato arenoso por rizoides.  Las láminas contienen clorofila para la fotosíntesis, aunque el color verde está algo enmascarado por otros pigmentos. Al igual que otros miembros del orden de los Briopsidales, cada planta de C. prolifera es un organismo individual que consiste en una sola célula gigante con múltiples  núcleos. Los cloroplastos son libres de moverse de una parte del organismo a otra, como respuesta al nivel de luz en cualquier punto y hay una red de proteínas fibrosas que facilita el movimiento de los orgánulos. Incluso cuando derivan de la misma fuente, las plantas individuales de C. prolifera muestran una gran variabilidad de forma y se ha demostrado que esto está en parte relacionado con el nivel de luz. En lugares brillantes, las plantas son compactas, muy ramificadas y densas, mientras que en lugares sombreados, las poblaciones suelen tener hojas más largas y delgadas y pueden hacer uso más eficiente de la luz limitada disponible.
Se reconcen dos formas distintas del alga: Caulerpa prolifera f. obovata (J.Agardh) y Caulerpa prolifera f. zosterifolia (Børgesen).

## Distribución

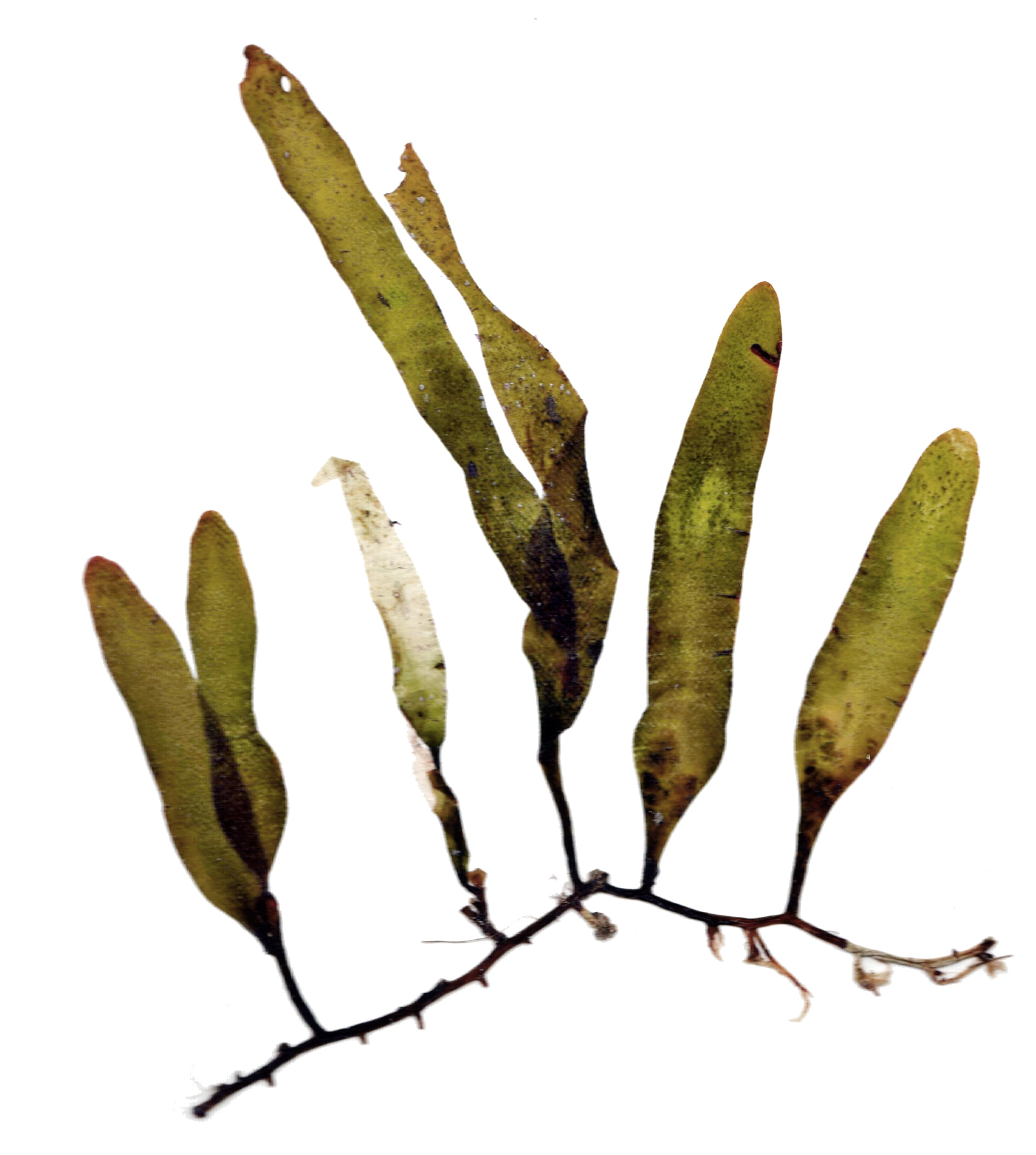
Caulerpa prolifera.

C. prolifera aparece en aguas europeas superficiales, el mar Mediterráneo y el océano Atlántico oriental tibio y también en el litoral oriental de los Estados Unidos, México y Brasil, así como en otras ubicaciones dispersas.
En el Mar Menor, ocupa la mayor extensión de sus fondos y entró en la laguna costera como especie invasora, tras el dragado y ensanche del canal del Estacio en la década de 1970, para permitir el paso de embarcaciones del Mediterráneo.